# Cova des Camp des Bisbe

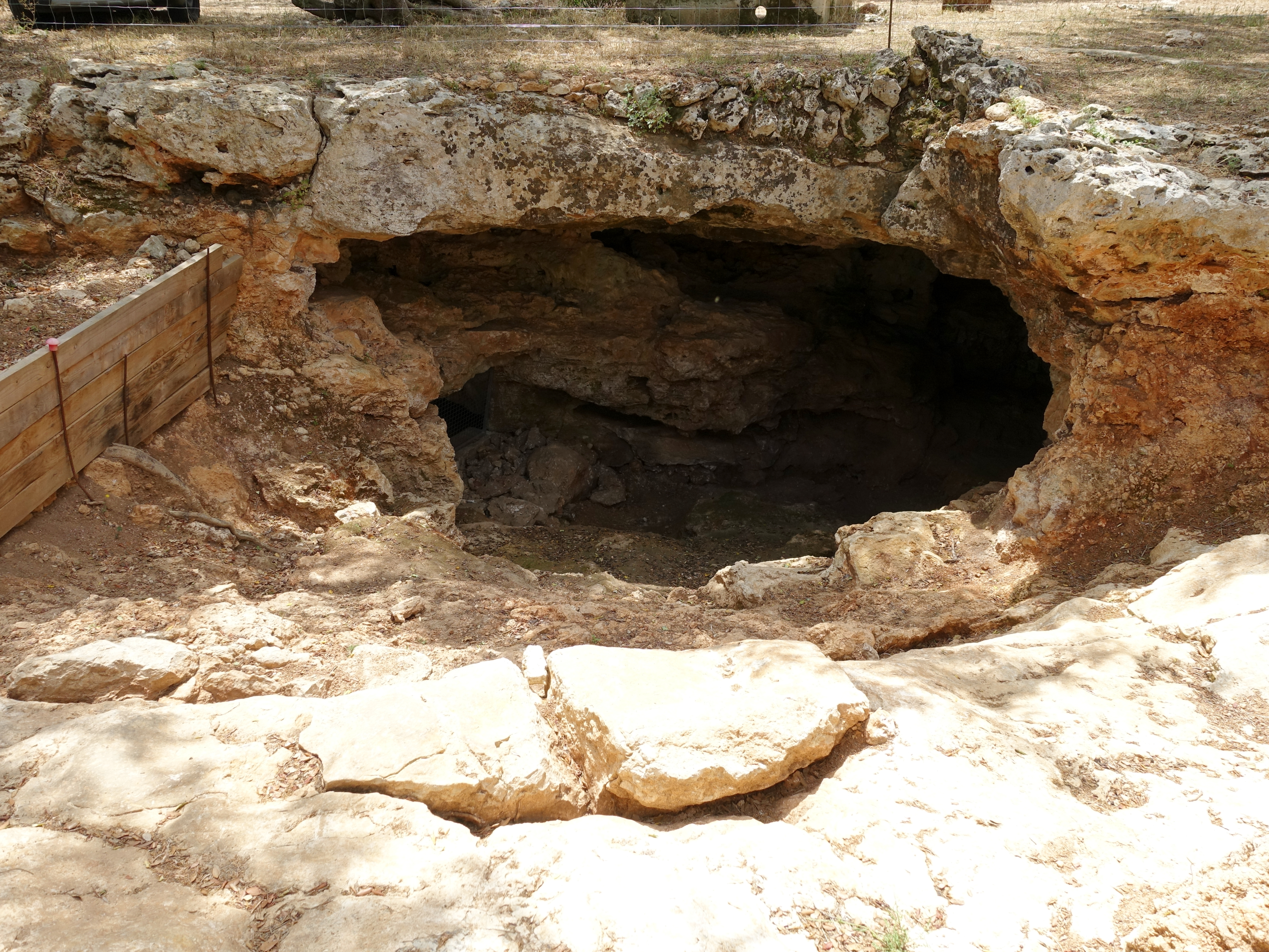
Eingang zur Höhle

Die Cova des Camp des Bisbe (standard-katalanisch Cova del Camp del Bisbe ‚Bischofsfeldhöhle‘) ist eine kleine Höhle auf der spanischen Baleareninsel Mallorca. Sie befindet sich im Gemeindegebiet von Sencelles in der Region (Comarca) Pla de Mallorca und diente nach in ihr gemachten archäologischen Funden in prähistorischer Zeit als Grabhöhle.

## Lage
Die Cova des Camp des Bisbe liegt auf ungefähr 105 Metern Höhe über dem Meeresspiegel im Bereich ses Tanquetes am nordöstlichen Ortsrand von Sencelles, etwa 700 Meter von der Kirche Parròquia de Sant Pere im Zentrum des Ortes entfernt. Nördlich des Höhleneingangs führt die Landstraße MA-3121 nach Costitx. Der Zugang zum Gelände der Höhle erfolgt von der Straße Camí de Son Mut, der verlängerten Carrer des Bons Aires, die an einem Kreisverkehr südlich von der MA-3121 abgeht.

## Beschreibung

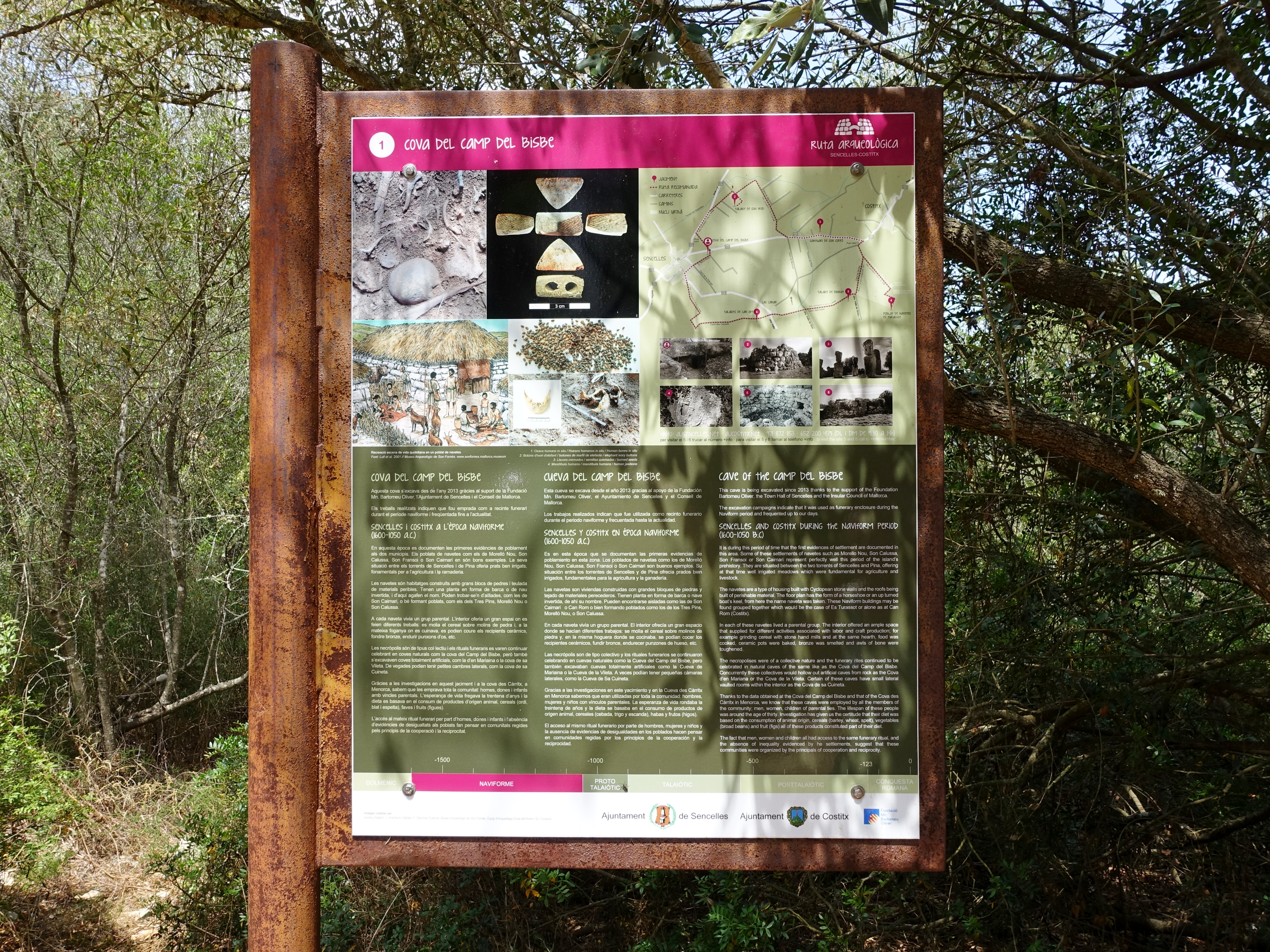
Hinweisschild am Eingang

Die Cova des Camp des Bisbe besteht nur aus drei Räumen. Sie befinden sich unmittelbar unter dem Geländeniveau und sind über einen Eingang im Norden zu betreten. Die archäologischen Untersuchungen des Inneren dauern zurzeit (2017) noch an. Bisher geht man davon aus, dass es sich um eine kollektive Grabhöhle für Erwachsene wie Kinder beiderlei Geschlechts handelte, die ab der Mitte des 2. Jahrtausends v. Chr. genutzt wurde. Sie könnte von den Bewohnern der nahen prähistorischen Siedlungen von Son Calussa, Son Caimari oder Son Fransoi aus der Naviform-Periode im Vortalaiotikum Mallorcas, die südöstlich der Höhle lagen, für Bestattungen verwendet worden sein.
Die nach ersten Untersuchungen des Fundortes 2013 ab dem Jahr 2014 erfolgten Ausgrabungen unter der Leitung von Lua Valenzuela und Beatriz Paloma wurden von der Gemeinde Sencelles, dem Consell de Mallorca und der Stiftung Mossèn Bartomeu Oliver, der das Gelände gehört, unterstützt. Neben menschlichen Überresten fand man Grabbeigaben und über hundert Knöpfe, die Bestandteile von Leichentüchern gewesen sein müssen. Viele dieser Knöpfe bestanden aus Elfenbein afrikanischer Elefanten, was auf einen Austausch mit Seefahrern des Mittelmeers weist. Daneben wurden 50 Kilogramm verkohlte Reste von Getreide und Hülsenfrüchten in verschiedenen Behältnissen entdeckt, die nach der C14-Datierung in die Zeit der Grablegungen zwischen 1400 und 900 v. Chr. gehören und als mögliche Speiseopfer gedeutet werden.

Innenansichten der Höhle
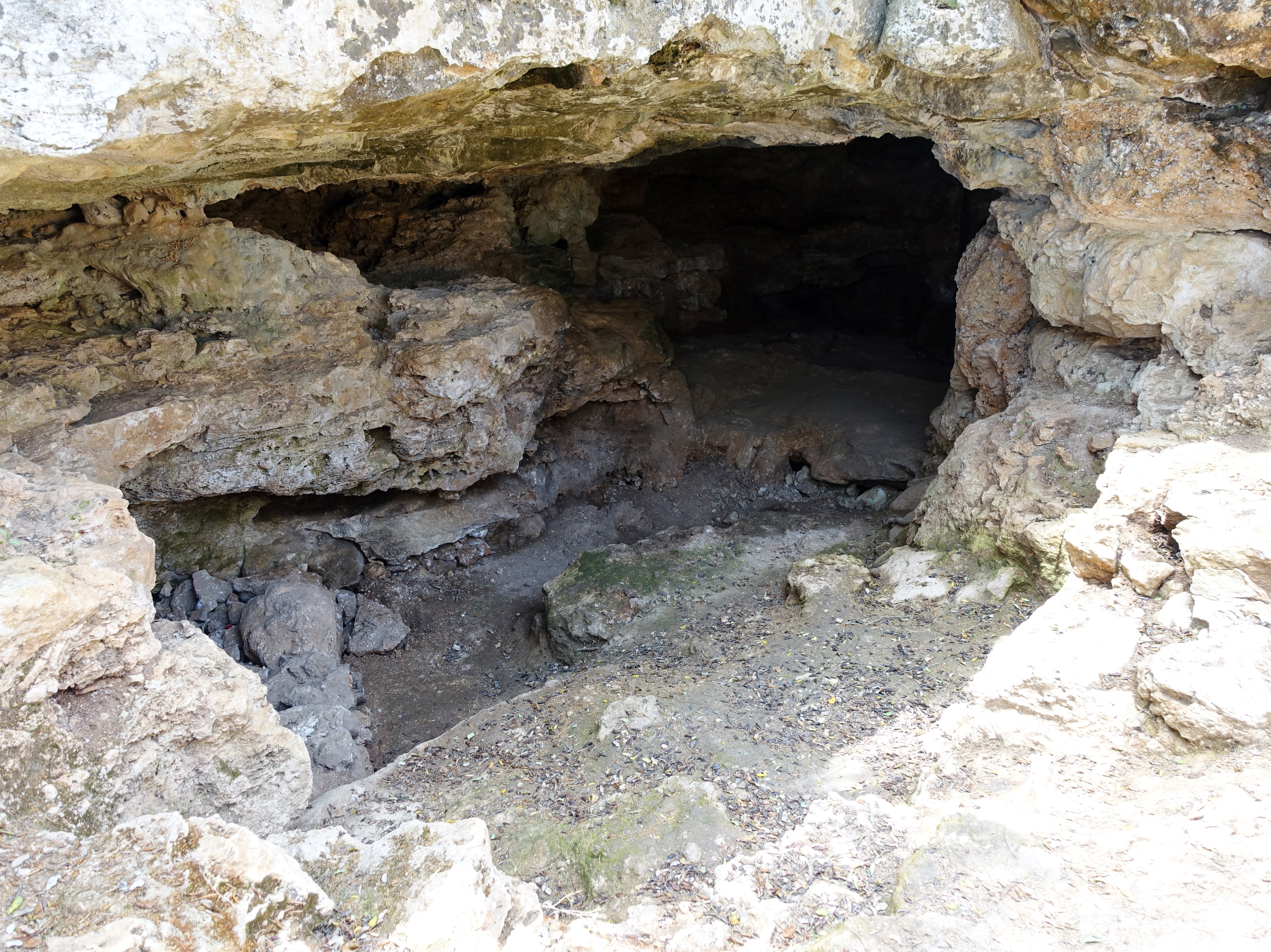
Vorraum
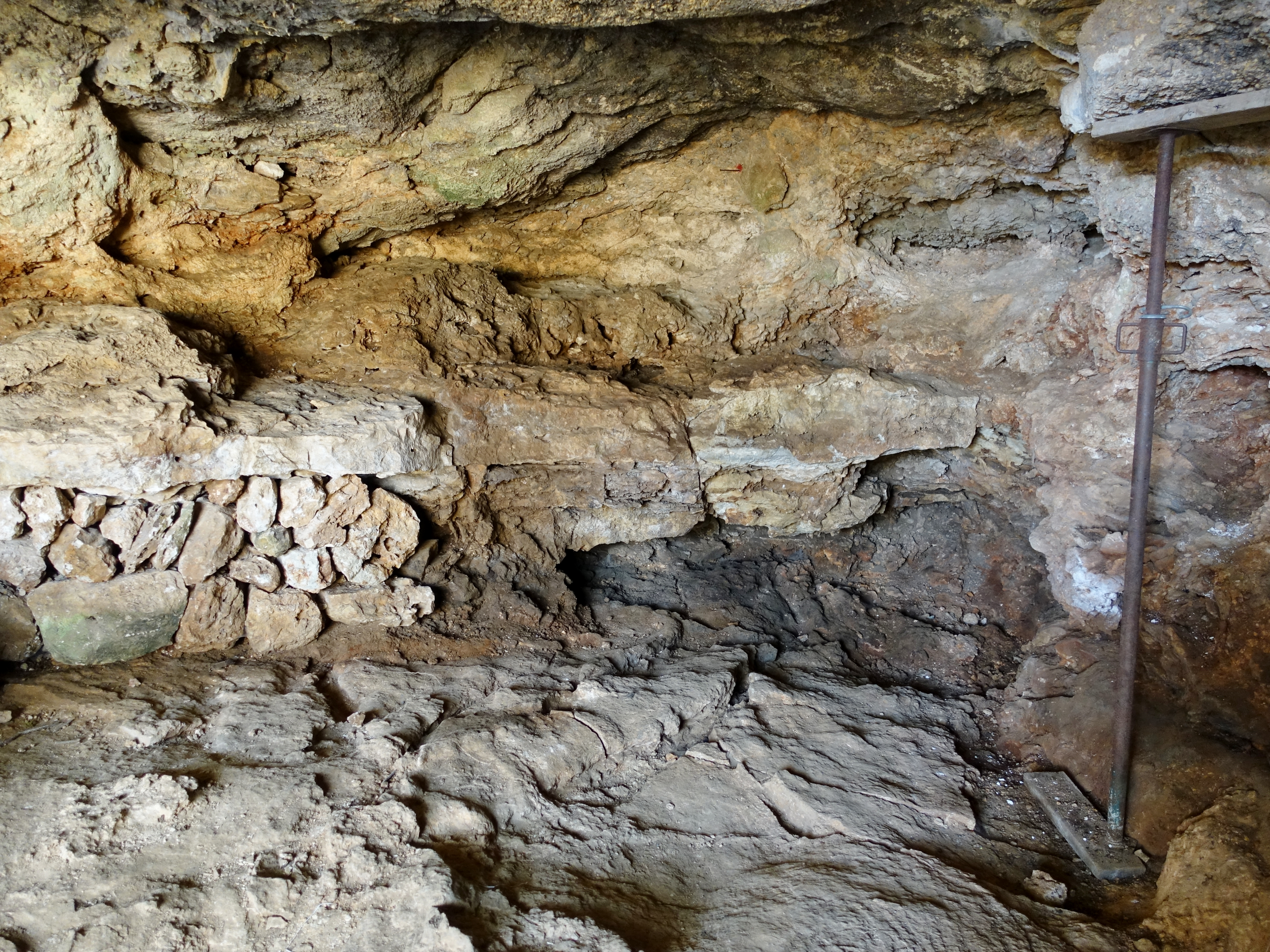
Westlicher Raum
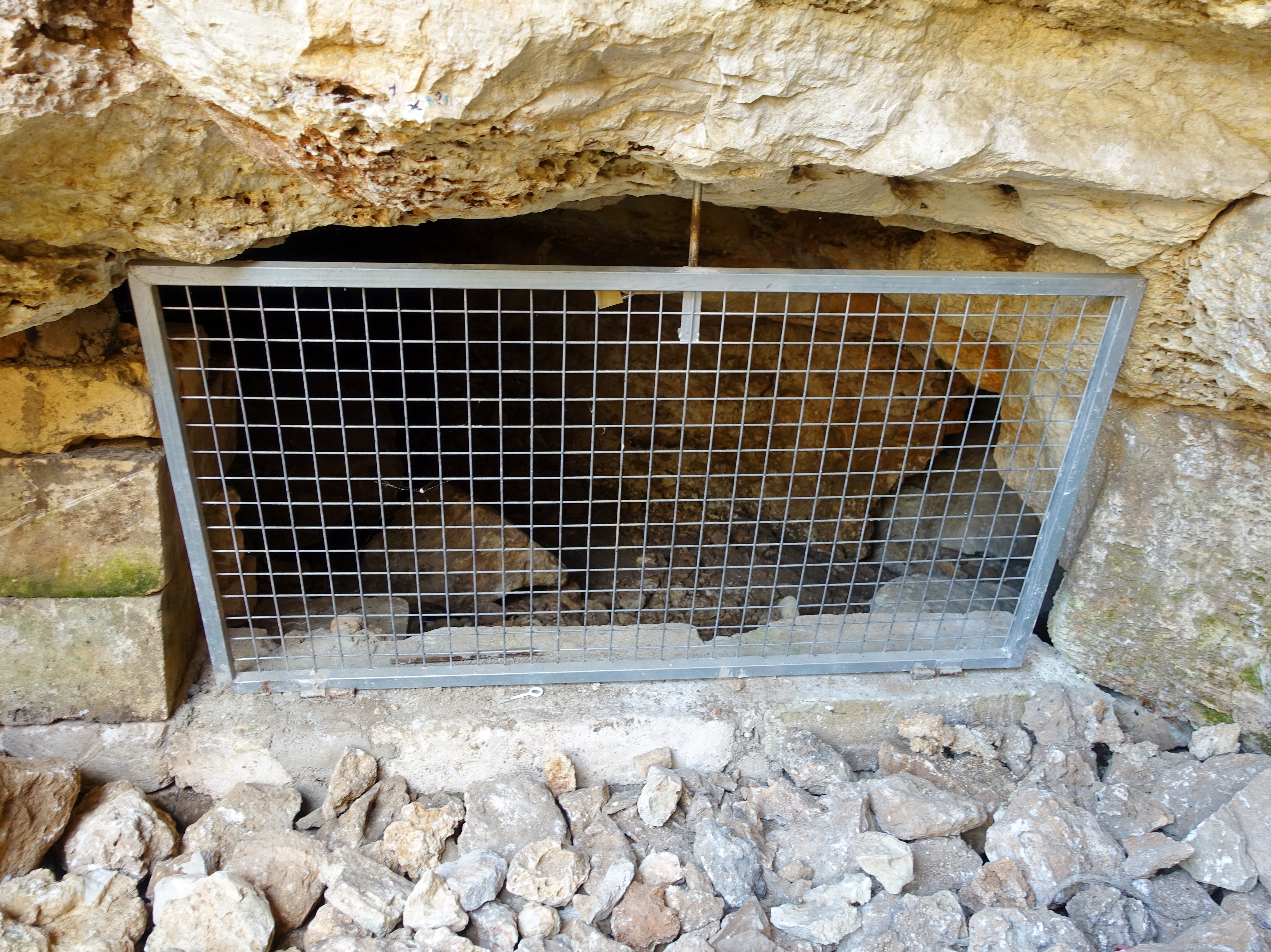
Zugang östliche Räume
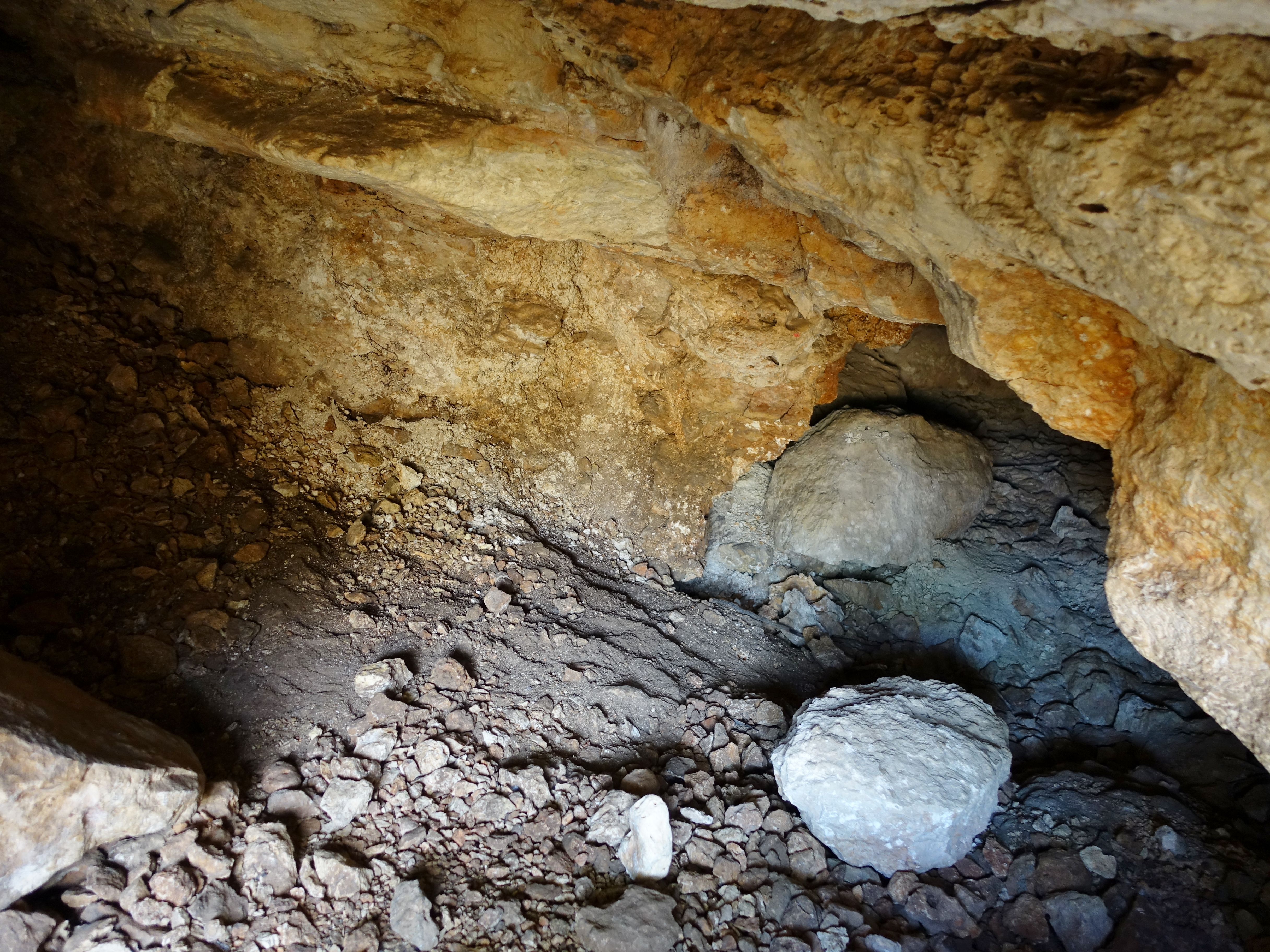
Südöstlicher Raum